# Эрменгол III (граф Урхеля)
Эрменгол III (Эрменгол Барбастро; июнь 1032 — между 13 марта и 12 апреля 1065, Монсон или Барбастро, Уэска ) — граф Уржеля (1038—1065), получивший в свое владение владение город Барбастро в качестве награды за сотрудничество с братом жены королем Арагона Санчо Рамиресом во время завоевания этого города у предводителя taifa Al-Muqtadir. Погиб при сопротивлении контрнаступлению Сарагосу с целью вернуть владение этим городом.

## Биография

### Правление
Сын Эрменгола II Урхельского и Констанции Бесалу. В наследство от своего отца получил графство Урхель.
Связанный обещанием со своим ровесником и двоюродным братом Рамоном Беренгером I в Барселоне, Эрменгол III разделил с ним процесс разрушения власти графства при одновременном усилении дворянства в графстве Урхель. Получил третью часть завоеваний с графом Барселоны и занял в 1050 году в союзе с Рамиро I Арагонским Камараса и Кубельс, победив Юсуфа Леридского.
В 1064 году Эрменгол III сотрудничал с арагонцами в завоевании Барбастро и был назначен его губернатором. Погиб в апреле 1065 года, защищая город от нападения мусульман. По словам Антонио Дюрана Гудиола, смерть урхельского графа произошла возле Монсона, то есть он сражался на землях, которые ещё принадлежали мусульманам. Его тело было доставлено в Барбастро, а оттуда в крепость Ажер, где он был погребён перед входом в церковь Святого Петра.

### Браки и потомство
В первый раз Эрменгол III женился около 1050 года на Аделаиде, дочери граф Бесалу Гильермо I и Аделаиды. У них родился сын Эрменгол IV (ок. 1051—1092), граф Урхель.
Вторым браком в 1055 году Эрменгол III женился на Клеменции Бигоррской, дочери графа Бернара II. Дочь от этого брака, Изабелла, была замужем с 1062/1063 года за Санчо I Арагонским (брак, скорее всего, был расторгнут в 1068 году) и с 1071 года — за графом Сердани Гильемом I
Эрменгол III женился в третий раз в 1063 году на Санче, дочери Рамиро I Арагонского и Эрмезинды Бигоррской.

## Комментарии
1. ↑  Ya había fallecido el 12 de abril cuando Sancha, condesa viuda de Urgel con su hijo Ermengol IV donaron unos bienes al Monasterio de San Pedro de Ager en memoria de su esposo, Ermengol III, que ahí estaba enterrado.[2]
2. ↑  Entre 1069-71 aparece Ermengol IV declarándose hijo de la condesa Adelaida de Besalú, jurando fidelidad a su cuñado, Guillermo I de Cerdaña. En el juramento, el conde Ermengol promete que si muere sin descendencia, su condado pasaría a su hermana Elisabet (Isabel), esposa del conde de Cerdaña.[8]